# Soubor mostů v Poříčí
Soubor mostů v Poříčí jsou dva železniční mosty křížící se nad sebou, které se nacházejí u výjezdu z Poříčí na Petříkovice. Horní most se nachází na trati Jaroměř–Trutnov mezi stanicí Trutnov-Poříčí a zastávkou Bohuslavice, dolní most leží na trati Trutnov – Teplice nad Metují v úseku mezi zastávkami Trutnov zastávka a Lhota u Trutnova.

## Historie
V roce 1868 byl vybudován první most, vysoko přes údolí Petříkovického potoka pro trať z Malých Svatoňovic do Poříčí a dále do Královce. Ve výšce 27,9 m byla smontována konstrukce přímopásového příhradového Schifkornova nosníku s horní mostovkou dodanou ze sobotínských železáren bratří Kleinů. V roce 1871 byl most vyměněn za nýtovanou příhradovou konstrukci, kde byla použita svářková ocel. Plnostěnný nýtovaný ocelový nosník byl montován v roce 1940.
Kolem roku 1908, když se budovala trať z Trutnova do Teplic nad Metují, bylo nutné opět překlenout údolí, ale naopak nízko nad terénem ve výšce 6,75 m.  Díky výšce stávajícího mostu mohlo být využito stejného místa a trati se zde kříží pod sebou, každá po samostatném mostě. Pod mosty protéká Petříkovický potok a vede silnice II/301 do Adršpašských skal.

## Popis
Horní most je plnostěnný s 2,98 m vysokými ocelovými nosníky s horní mostovkou, délka přemostění je 27,2 m, délka mostu 51,1 m. Most je uložen na opěrách se šikmými křídly z kamenného kvádrového zdiva.
Dolní trámový příhradový nýtovaný ocelový most s dolní mostovkou měří 49,04 m a délka přemostění je 41 m. Původní konstrukce mostu byla uložena na vlastních kamenných opěrách. Dobové fotografie obou mostů potvrzují uložení na opěrách z kamenných kvádrů.